# 巨甸镇
巨甸镇，是中华人民共和国云南省丽江市玉龙纳西族自治县下辖的一个乡镇级行政单位。

## 行政区划
巨甸镇下辖以下地区：
巨甸村、古渡村、金河村、武候村、后箐村、德良村、阿乐村和路西村。